# フローレス島事件
フローレス島事件（フローレスとうじけん）は、1944年4月に、日本軍政下にあったジャワ島・スマランで、警察・憲兵隊が、オランダ系住民の抑留所の外で暮らしていたオランダ系住民を含む現地の女性約100人を集めて20人を選び出し、その2ヵ月後に罹病・逃亡した3人を除く17人をフローレス島の慰安所へ連行し、売春を強制した事件。

## 事件

### 女性の選別
1944年4月中旬に、スマランで、警察と憲兵が、地元のユーラシアンの仲介人の協力の下に、約100人の少女や若い女性を徴集し、性病の有無を調べるためと思しき身体検査を受けさせた後、約20人の女性を選び出した。
女性たちは、警察ないし憲兵によって連行されたとも、警察の出頭命令を受けて指定日時に警察に出頭したともいわれている。
対象となった女性には、抑留所の外で生活していたオランダ系の女性のほか、中国人・インドネシア人の女性も含まれており、選ばれた20人のうち、7人はオランダ系で、他は中国人1人とインドネシア人だった。ホテルやレストランでの職歴があり、様々な理由で警察や憲兵に好かれていなかった女性が集められた。
選考や性病検査は、警察署ないし慰安所「スマラン倶楽部」となっていた旧スプレンディッド・ホテルの1室で行われた。

### 監禁
選ばれた20人の女性たちは、5人ずつホテルの部屋に監禁された。1人あたり50ギルダーを手渡され、受け取りを拒否すると、殴る蹴るの暴行を受けた。女性たちは、スマラン倶楽部で性的サービスを強要されたともいわれている。怒った女性たちの家族や友人がホテルを取り囲んで抗議した。

### スラバヤ行
翌日、女性たちは汽車に乗せられ、スラバヤに移送された。

### フローレス島行
2ヵ月後、1人が病気になり、2人が逃亡したため、残る17人が船でフローレス島の慰安所へ送られ、売春婦として働くことを強制された。

### 慰安所生活
慰安所では、ノルマがあり、1人が午前中に20人の兵士、午後に2人の下級将校、夜には幹部将校の相手をすることが義務付けられていた。
女性たちは、1945年6月頃までフロレス島の慰安所で働かされた。この間に少なくとも2人が妊娠し、出産した。その後解放され、ジャワへ戻ることを許された。